# 中越鐵道
中越铁道（日语：／ Cyūetsu Tetsudō */?）是曾经在日本富山縣建设，并运营现在的西日本旅客铁道（JR西日本）城端線和冰見線以及日本货运铁道（JR货物）新凑线的私营铁路公司。

## 历史
中越铁道是富山县内开通的第一条铁路，也是日本海一侧第一条开通的私营铁路。中越铁道在1893年 (明治28年)由当地地主成立，主要建设目的是将富山县西部礪波地区生产的大米和其他农产品运输到伏木港。
1897年首段铁路黑田临时停車場 - 福野开业，为今日城端线的一部分。成立初期，中越铁道曾经历过一段不景气的时期，但从明治末期开始，由于经济状况的改善和伏木港的整修加固，运输量增加，经营开始步上轨道。
1906年在日俄戰爭衝擊下，鐵道國有化的呼聲提高，同年《鐵道國有法》頒布，中越鐵道被列入其中，但最终被从收购名单中删除。然而由于运输量增加导致发生滞貨，在1920年 (大正9年)应地方的要求，由铁道省收购并国有化。

### 年表
- 1893年（明治26年）10月 - 吉田茂勝等32人申请高岡 - 城端間铁路建设许可。
- 1894年（明治27年）11月14日 - 获得铁路建设许可。
- 1895年（明治28年）4月25日 - 举行中越鉄道創立大会。5月大矢四郎兵衛（礪波郡的大地主）就任初代社長，11月正式成立。[2]
- 1897年（明治30年）5月4日 - 黑田临时停車場 - 福野間開業。[3]
- 1898年（明治31年）1月2日 - 黑田临时停車場 - 高岡間開業。黑田临时停車場废止。[6]
- 1900年（明治33年）12月29日 - 高岡 - 伏木間開業。[7]
- 1911年（明治44年）4月1日 - 获得伏木 - 冰見間轻便铁路建设许可。[8]
- 1912年（明治45年）4月4日 - 伏木 - 島尾間開業。[9]
- 1912年（大正元年）9月19日 - 島尾 - 冰見間開業。[10]
- 1912年（大正元年）9月22日 - 发生因暴風雨导致列車翻覆，17人因此受伤。
- 1916年（大正5年）12月12日 - 高岡 - 城端間路线变更为轻便铁路，并获得射水郡能町 - 同郡新湊町間轻便铁路建设许可。[11]
- 1918年（大正7年）1月27日 - 能町 - 新凑間開業。
- 1920年（大正9年）9月1日 - 国有化，路線成为铁道省城端線、冰見線和新凑线。[4][5]

## 路线
- 冰见～能町～高冈～城端（后来的冰見線、城端線）
- 能町～新凑（后来的新湊線）